# There’ll Be Sad Songs (To Make You Cry)
There’ll Be Sad Songs (To Make You Cry) ist ein Popsong, der von Wayne Brathwaite, Barry J. Eastmond und Billy Ocean geschrieben wurde. Erstmals wurde es im Januar 1986 auf Billy Oceans Album Love Zone veröffentlicht, war die zweite Single-Auskopplung aus dem Album und erreichte am 5. Juli 1986 Platz 1 der Billboard Hot 100. 

## Hintergründe
Barry J. Eastmond hatte auf Oceans 1984er Album Suddenly Keyboards und Synthesizer eingespielt und den Song Dancefloor mitgeschrieben. Aus diesem Grund wollte Clive Calder, Präsident von Jive Records, dass er auch an Oceans nächstem Album mitwirkt. Gemeinsam mit Wayne Brathwaite sollte Eastmond das Album produzieren, und das Duo war am Songwriting von acht der neun Stücke des Albums beteiligt. There’ll Be Sad Songs (To Make You Cry) war eines der ersten Lieder, das für das Album geschrieben wurde. Eastman gab an, dass ihm die Melodie schon einige Zeit im Kopf herumgegangen sei. Der Text ist von einer Geschichte inspiriert, die Eastmans Ehefrau erzählt hatte. Eine ihrer Freundinnen hatte sich gerade von ihrem Partner getrennt, und es gab ein bestimmtes Lied, das sie immer an ihn erinnerte. Auf einer Party ihres neuen Freundes wurde dieses Lied gespielt und sie brach in Tränen aus, ironischerweise war dieses Lied Suddenly von Billy Ocean.
There’ll Be Sad Songs (To Make You Cry) wurde Mitte 1986 von Jive Records als Single aus Oceans Album Love Zone veröffentlicht und am 5. Juli 1986 für eine Woche ein Nummer-eins-Hit in den US-amerikanischen Billboard Hot 100.